# EBM
EBM (Electronic Body Music) é um gênero musical resultante da fusão do synthpop dos anos 80 com a música industrial, criando um estilo eletrônico, pesado e agressivo, porém amigável com as pistas de dança.
Em meados dos anos 80, o grupo belga Front 242 inventa o termo EBM (eletronic body music) para explicar o som que eles faziam. A música EBM consiste (mas não exclusivamente) de timbres eletrônicos, na grande maioria das vezes sintetizados, letras agressivas, batidas distorcidas e algumas vezes a utilização de instrumentos nada convencionais, como serras elétricas e furadeiras.[carece de fontes?]
Como a maioria dos gêneros musicais alternativos, o EBM possui baixa popularidade.[carece de fontes?]

## A EBM a partir dos anos 90
Aproximadamente desde os anos 90, costuma-se chamar a EBM antiga de old-school EBM pela diferença que existe entre os sons mais antigos e novos. É dificil dizer com precisão quando termina a EBM old-school cronologicamente, mas a grosso modo isto compreende um período que começa em 1982 (embora algumas bandas com a dita sonoridade sejam anteriores a essa data), com o lançamento de um dos primeiros CDs da banda Front 242 (Geography). Sonoramente, a EBM antiga é bem mais semelhante a música industrial da época do que a atual. E também com a maioria das músicas dos anos 80. Com o tempo o som foi 'evoluindo' sofrendo influências de vários outros gêneros.
Bandas conhecidas de EBM old school seriam: Front 242, Die Krupps, Nitzer Ebb, A Split a Second, The Neon Judgement, para citar algumas. A denominação EBM old-school é mais usada como um termo musical, pois ainda existem bandas que fazem tal som, conservando aspectos mais puros, dos primeiros dias da eletronic body music. Até mesmo DJs e produtores da cena electro e minimal dos anos 2000, como DJ Hell, Anthony Rotter e Hacker, tem como influência o EBM old school.
A banda alemã Oomph! também teve no seu primeiro álbum, influências do EBM, porém incorporou alguns elementos nos álbuns seguintes, formando o que viria a ser o Neue Deutsche Härte.
No começo dos anos 90, algumas bandas de EBM começaram também a pegar muito mais elementos do synthpop, criando o futurepop, um tipo de música mais pop, mais facil de se ouvir e de se vender também.
Em contrapartida, existiu também o que é chamado de harsh EBM (também conhecido por terror EBM ou aggrotech). Isso denomina uma variante da EBM que surge no começo dos anos 90, mas não se populariza até a metade dele. O harsh EBM é justamente o oposto do futurepop, e como o nome já diz, é a variante pesada da EBM nos dias atuais, batidas muito distorcidas, sintetizadores acidos e vocais muitas vezes fora de melodia, agressivos e distorcidos também, com letras pesadas sobre vários tabus e temas controversos. objetivando algo realmente pesado. As principais bandas desse género são: Suicide Commando, Wumpscut, X-Marks The Pedwalk, Dive, Robotiko Rejekto, Test Dept., Front Line Assembly, Ayria, Project Pitchfork, Scapa Flow, Abortive Gasp, Leæther Strip, Inside Treatment e Mentallo & The Fixer.
Com o sucesso desses gêneros nas alas mais comerciais do underground dominado pelas gravadoras, surgiu o anhalt EBM na antiga Alemanha Oriental por organizações como a Electric Tremor. O anhalt EBM tem como objetivo resgatar toda a força estética de cunho militar do EBM oldschool em junção com um espírito punk DIY, como o futurepop e o aggrotech estavam saturados de tribos alienígenas à cena industrial (roqueiros, clubbers, entre outros), o anhalt EBM se mostrou alternativa para os remanescentes do EBM dos anos 80 ou novos adeptos que não aceitaram essa mixagem de cenas opostas. Alguns exemplos de bandas de anhalt EBM são o Container 90, o Sturm Cafe, o Tyske Ludder, o Spetsnaz, entre outras.